# Плавещина (Петриківська селищна громада)
Плаве́щина (Половещіна) — село в Україні, у Петриківській селищній громаді Дніпровського району Дніпропетровської області. Населення за переписом 2001 року становить 29 осіб. 

## Географія
Село Плавещина знаходиться на правому березі річки Оріль (старе річище, напрямок течії змінено на протилежний), нижче за течією на відстані 4 км розташоване село Могилів, на протилежному березі — село Катеринівка. Річка в цьому місці звивиста, утворює лимани, стариці й заболочені озера.
Історичні записи
ДНЕВНИК ПУТЕШЕСТВИЯ АКАДЕМИКА ГИЛЬДЕНШТЕДТА. 1773 3 ноября.
"... на границе запорожцев слобода Половещина; против которой расположилась малороссийская слобода Половещина (Poluwaschina); в слободе Половещина на Орели мельничная плотина, на 4 поставы. https://www.ukrainianline.info/settlements/livenskoe
А. А. Скальковский. История Новой Сечи или последнего Коша Запорожского, т. III, 1886 г. стр. 213. В Азовской губернии в 1776 г. по левую сторону Днепра в бывшем Запорожье находились следующие села и деревни (в дополнение к стр. 667):
II. Паланка Протовчанская, в ней: 
8. Половещина – 323 чел. жителей;
Мапи
Половещіна на мапі 1869 року трьохверстовки Ряд ХХV г. Екатеринославской и Полтавской
http://freemap.com.ua/maps/trexverstovki-novaya-redakciya/25-13.jpg

### Мова
Розподіл населення за рідною мовою за даними перепису 2001 року:
| Мова       | Кількість | Відсоток |
| ---------- | --------- | -------- |
| українська | 29        | 100%     |